# Militaire commissionné dans l'Armée française
En France, le statut de militaire commissionné est  régi par le décret no 2008-959 du 12 septembre 2008 relatif aux militaires commissionnés. Il s'agit d'un recrutement dans l'armée active qui est rare en nombre et qui correspond à un besoin particulier ou à la création d'une fonction nouvelle.
Les officiers commissionnés sont nommés directement par décision du ministre des armées ou du ministre de l'intérieur : 
« Les nominations et promotions dans les grades mentionnés à l'article 2 sont prononcées par décision du ministre des armées, ou du ministre de l'intérieur pour les militaires commissionnés de la gendarmerie nationale ».

## Historique et spécificités du statut d'officier commissionné
Le militaire commissionné n'est pas un réserviste, un officier sur titre ou un officier sous contrat. Il faut qu'un candidat soit porteur d'une expérience et d'un diplôme suffisamment spécifique pour justifier le recours à ce type de statut.
Le candidat est nommé par décision du ministre de la défense, ou du ministre de l'intérieur pour les militaires commissionnés de la gendarmerie nationale.

### Des nominations pour des compétences rares et spécifiques
Il est recruté par contrat dans un grade d'officier, de sous-officier ou d'officier marinier pour satisfaire des besoins immédiats des armées ou des formations rattachées et occuper des emplois de spécialistes à caractère scientifique et technique qui ne sont pas pourvus par les autres modes de recrutement et de formation ou qui font l'objet d'une vacance temporaire : professeurs, médecins, spécialistes informatiques, financiers, avocats spécialistes des marchés, linguistes, etc.
Le volume de recrutement des officiers commissionnés est faible en raison des spécificités des compétences requises et du nombre réduit de places disponibles. Le "commissioned military" et "commissioned officer" dans les armées américaines ne correspond pas aux spécificités françaises de l'officier commissionné puisque dans système américain il s'agit du cas de tous les militaires et officiers ayant suivi une formation universitaire leur permettant de ne pas entrer au niveau de simple soldat.

### Un statut issu d'une longue tradition française
Le militaire commissionné est le fruit d'une longue tradition française.

#### Glissement d'un statut nobiliaire à un statut technique sous Louis XIV
Comme le rappelle John A. Lynn, à partir du XVIIe siècle, avec le règne de Louis XIV, la France amorce un glissement du statut militaire fondé sur la noblesse de naissance vers une forme de méritocratie. A ce titre elle intègre, notamment, des civils compétents dans des rôles techniques au sein de l'armée, marquant ainsi la montée en importance du talent et des compétences sur l’origine sociale.
Depuis le XVIIe siècle, la France va se distinguer par l'usage des "commissions" pour intégrer des civils spécialisés dans les rangs militaires, une pratique emblématique de son approche pragmatique et méritocratique de la gestion des forces armées. La commission est une nomination directe, par laquelle l’État accorde un statut militaire temporaire ou permanent à un civil compétent dans des domaines spécifiques sans passer par les voies de formation militaire classiques.
Ce modèle permet d'intégrer des experts sans les faire progresser depuis les rangs subalternes, valorisant ainsi le talent individuel et l'utilité publique sur le statut d’origine. La figure de Sébastien Le Prestre de Vauban, nommé maréchal de France par Louis XIV pour ses compétences exceptionnelles en fortification, symbolise cette tendance : il fut recruté pour ses talents d’ingénieur civil, ouvrant la voie à une longue tradition de civils intégrés aux fonctions militaires pour leurs compétences techniques, et non pour leur rang social.

#### Au cœur de la stratégie napoléonienne d'armée moderne
Sous Napoléon, cette pratique prend une dimension méritocratique encore plus marquée. Le besoin d'une armée moderne et spécialisée poussa l’Empereur à multiplier les commissions, intégrant médecins, ingénieurs et experts en d'autres disciplines pour leurs capacités techniques. Dominique Jean Larrey, chirurgien en chef de la Grande Armée, en est un exemple notable : il mit au point des techniques de triage et d’évacuation des blessés qui révolutionnèrent la médecine militaire, et son rôle ne fut possible que par ce système de commission. Napoléon appliquait une vision utilitaire et méritocratique de l’armée, cherchant à placer le talent au-dessus de la naissance, ce qui contrastait avec l’Ancien Régime où les titres nobiliaires prévalaient.

#### Les grandes avancées scientifiques desXVIIIeetXIXesièclesvoient le recours aux "commissions" se multiplier
Comme le souligne Bertrand Gille, le recours aux civils dans des postes militaires renforça au XIXème cette méritocratie et contribua à transformer l’armée française en une institution où l'avancement reposait de plus en plus sur les compétences.Les commissions touchèrent aussi le domaine de l’architecture et de l’urbanisme, avec des figures telles qu’Eugène Viollet-le-Duc. Célèbre pour ses travaux de restauration, il fut appelé à intervenir sur des structures militaires en raison de son expertise unique, ses talents d’architecte étant mis au service de la défense nationale. Ce besoin constant de compétences techniques s'étendit jusqu'aux domaines de la cryptographie et du renseignement, avec l'évolution des métiers du chiffre au XIXe siècle. Pour maintenir la sécurité de l’information, l'armée française intégra par commission des spécialistes en cryptographie, afin de répondre aux exigences croissantes de la guerre de l’information.

#### Le Comité scientifique de défense et le comité d'études juridiques de défense sont créés au lendemain de la Seconde Guerre mondiale
Le Comité scientifique de défense, créé en 1946, avait pour mission de coordonner et d'animer la recherche scientifique et technique liée à la défense nationale. Placé sous l'autorité du Premier ministre, il visait à utiliser les résultats de la recherche scientifique pour renforcer la défense tout en protégeant le patrimoine scientifique national pertinent.
Parmi ses membres notables, on trouve plusieurs membres nommés "sur commission" : 
- Frédéric Joliot-Curie : physicien et chimiste, prix Nobel de chimie en 1935, acteur majeur du développement de la recherche nucléaire en France.
- Louis de Broglie : physicien, prix Nobel de physique en 1929, connu pour ses travaux pionniers en mécanique ondulatoire.
- Raoul Dautry : ingénieur et ancien ministre de l'Armement, contributeur clé à la reconstruction de la France après la Seconde Guerre mondiale.
- Jean Perrin : physicien, prix Nobel de physique en 1926, reconnu pour ses travaux sur la structure de l'atome et la nature discontinue de la matière
- Paul Langevin : physicien et inventeur, connu pour ses recherches en acoustique et en électromagnétisme, ainsi que pour le développement du sonar.

Ces figures scientifiques ont mis leur expertise au service de la défense nationale, illustrant une étroite collaboration entre le monde civil scientifique et les structures militaires.
Cette intégration concerne aussi la doctrine juridique : avant la formalisation des « officiers commissionnés » en 2008, des juristes comme René Cassin, Joseph Barthélemy et Georges Scelle jouaient déjà des rôles stratégiques auprès de l'armée. Leurs contributions en droit de la guerre, droits de l'homme et conventions internationales étaient essentielles, bien qu'ils ne portassent de grades militaires officiels. Ces collaborations anticipaient l’intégration formelle d’experts civils dans des missions de défense, offrant un soutien juridique vital en temps de conflit.

#### Le texte statutaire de 2008 ne fait qu'institutionnaliser une tradition française profondément ancrée et adaptée au contexte contemporain.
Le texte formalise ainsi « un modèle de recrutement initié sous les rois et perpétué par Napoléon, permettant à l'armée de se doter de compétences civiles spécialisées en fonction des besoins du moment, en valorisant la méritocratie sur les critères nobiliaires ». Ce système, unique en son genre, repose sur « une logique de sélection des talents en fonction de leur savoir-faire technique, inscrivant le pragmatisme au cœur de la tradition militaire française »,.

## Modalités statutaires spécifiques
Recrutés parmi des profils civils en raison de leurs compétences spécifiques et suffisamment rares pour que le coût d'un recrutement initial et d'une formation en école militaire soit dissuasif, les officiers commissionnés sont rattachés à un corps d'officiers ou de sous-officiers de carrière, dans les grades de sergent à colonel ou à des grades correspondants, pour une durée globale maximale de 17 ans.
Le grade du militaire commissionné, et donc sa rémunération, sont fonction de son niveau de diplôme ainsi que de son expérience professionnelle dans le civil et cadrés par des dispositions réglementaires. Les indications sont le niveau minimum visé et concerne des capacités suffisamment rares et non présentes, au moment du recrutement, au sein des Armées.
Les éléments concernant le recrutement sont des indications des niveaux minimums pour chaque grade: à ce titre un candidat titulaire d'un certain diplôme (ingénieur, doctorat etc.) et/ou d'un certain âge ne saurait être dirigé vers la catégorie maximum car c'est la spécificité des compétences qui est prise en compte.
Une période probatoire de six mois existe et peut être renouvelée une fois par le ministre de la défense pour raisons de santé ou difficultés d'adaptation au milieu militaire.
Le militaire commissionné n'est pas soumis aux dispositions statutaires de son corps de rattachement relatives à l'avancement de grade.
Le statut de militaire commissionné admet le recrutement d'étrangers (article 4 du décret du 12 septembre 200). C'est l'une des deux exceptions, avec la Légion étrangère, permettant le recrutement d'étrangers dans l'armée française.

## Conditions minimales
Le décret indique les grades en fonction de l'âge, du niveau de diplôme et d'expérience. Le niveau de diplôme et le niveau d'expérience doivent pouvoir être "directement transférables" dans l'emploi à occuper et suffisamment rares pour justifier ce recrutement en dehors de l'Armée. Les candidats doivent aussi subir une enquête administrative de sécurité et avoir les conditions physiques et psychologiques requises ce qui nécessite de passer plusieurs tests :
- Au grade de sergent ou grade correspondant, les candidats âgés ayant au moins vingt ans au 1er janvier de l'année de nomination et au minimum:
  - Les titulaires d'un diplôme de fin de second cycle de l'enseignement secondaire général, technologique ou professionnel ou diplôme reconnu comme équivalent, d'un autre titre ou diplôme classé au moins au niveau IV ou d'un diplôme ou d'un titre sanctionnant une formation professionnelle classé au moins au niveau III ;
  - Soit justifiant de deux ans d'expérience professionnelle au moins en matière scientifique, technique ou pédagogique dans un emploi d'un niveau  équivalent à celui qu'exige l'emploi au titre duquel est effectué le recrutement.

- Au grade de sergent-chef ou grade correspondant, les candidats âgés ayant au moins vingt et un ans au 1er janvier de l'année de nomination et :
  - Titulaires d'un diplôme de fin de second cycle de l'enseignement secondaire général, technologique ou professionnel ou diplôme reconnu comme équivalent, d'un autre titre ou diplôme classé au moins au niveau IV ou d'un diplôme ou d'un titre sanctionnant une formation professionnelle classé au moins au niveau III ;
  - Soit justifiant de deux ans d'expérience professionnelle au moins en matière scientifique, technique ou pédagogique dans un emploi d'un niveau au moins équivalent à celui qu'exige l'emploi au titre duquel est effectué le recrutement.

- Au grade d'adjudant ou grade correspondant, les candidats âgés ayant vingt-quatre ans au moins au 1er janvier de l'année de nomination et :
  - Soit titulaires au moins d'un diplôme de fin de second cycle de l'enseignement secondaire général, technologique ou professionnel ou diplôme reconnu comme équivalent, d'un autre titre ou diplôme classé au moins au niveau IV ou d'un diplôme ou d'un titre sanctionnant une formation professionnelle classé au moins au niveau III ;
  - Soit justifiant de trois ans d'expérience professionnelle au moins en matière scientifique, technique ou pédagogique dans un emploi d'un niveau au moins équivalent à celui qu'exige l'emploi au titre duquel est effectué le recrutement.

- Au grade d'adjudant-chef et major ou grades correspondants, les candidats âgés d'au moins vingt-sept ans au 1er janvier de l'année de nomination et :
  - Soit titulaires d'un diplôme de fin de second cycle de l'enseignement secondaire général, technologique ou professionnel ou diplôme reconnu comme équivalent, d'un autre titre ou diplôme classé au moins au niveau IV ou d'un diplôme ou d'un titre sanctionnant une formation professionnelle classé au moins au niveau III ;
  - Soit justifiant au moins de trois ans d'expérience professionnelle en matière scientifique, technique ou pédagogique dans un emploi d'un niveau au moins équivalent à celui qu'exige l'emploi au titre duquel est effectué le recrutement.

- Au grade de sous-lieutenant, lieutenant et capitaine ou grades correspondants, les candidats âgés d'au moins vingt-quatre ans au 1er janvier de l'année de nomination et :
  - Soit titulaires au moins d'une licence de l'enseignement supérieur général ou technologique ou d'un autre titre ou diplôme classé au moins au niveau II ;
  - Soit justifiant au moins de quatre ans d'expérience professionnelle en matière scientifique, technique ou pédagogique dans un emploi d'un niveau équivalent à celui qu'exige l'emploi au titre duquel est effectué le recrutement.

- Au grade de commandant ou grade correspondant, les candidats âgés de trente ans au 1er janvier de l'année de nomination et :
  - Soit titulaires au moins d'un diplôme d'ingénieur ou d'un diplôme attribuant le grade de master de l'enseignement supérieur général ou technologique créé par le décret no 99-747 du 30 août 1999 ou d'un titre ou diplôme reconnu comme équivalent à ces derniers ;
  - Soit justifiant au moins de six ans d'expérience professionnelle en matière scientifique, technique ou pédagogique dans un emploi d'un niveau au moins équivalent à celui qu'exige l'emploi au titre duquel est effectué le recrutement.

- Au grade de lieutenant-colonel ou grade correspondant, les candidats âgés de trente-quatre ans au 1er janvier de l'année de nomination et :
  - Soit titulaires d'un doctorat de troisième cycle de l'enseignement supérieur, d'un doctorat d'État ou d'un titre ou diplôme reconnu comme équivalent à ces derniers ;
  - Soit justifiant au moins de huit ans d'expérience professionnelle en matière scientifique, technique ou pédagogique dans un emploi d'un niveau au moins équivalent à celui qu'exige l'emploi au titre duquel est effectué le recrutement.

- Au grade de colonel ou grade correspondant, les candidats âgés d'au moins trente-sept ans au 1er janvier de l'année de nomination et :
  - Titulaires d'un doctorat de troisième cycle de l'enseignement supérieur, d'un doctorat d'État ou d'un titre ou diplôme reconnu comme équivalent à ces derniers ;
  - Et justifiant d'au moins huit ans d'expérience professionnelle en matière scientifique, technique ou pédagogique dans un emploi d'un niveau au moins équivalent à celui qu'exige l'emploi au titre duquel est effectué le recrutement.